# Sympathische magie
Sympathische magie, ook homeopathische of mimetische magie genoemd, is een type magie dat uitgaat van het principe dat het gelijke het gelijke voortbrengt. Het is een vorm van associatief denken waarbij alles verbonden is in een staat van sympathie of antipathie.
Magische technieken draaien bij sympathische vormen van magie typisch om het nabootsen van gebeurtenissen en handelingen. Het is een concept dat beschreven staat in The Golden Bough uit 1889 van de Schotse antropoloog James George Frazer. Het principe werd reeds in 1871 genoemd door Edward Burnett Tylor in zijn Primitive Culture.
Een voorbeeld van sympathische magie is het prikken van een pop die een vijand voorstelt. Schade toegebracht aan de pop werd verondersteld de vijand te schaden.